# روسكو لوكوود
روسكو لوكوود (بالإنجليزية: Roscoe Lockwood)‏ هو مجدف أمريكي، ولد في 22 نوفمبر 1875 في Upper Pittsgrove Township, New Jersey ‏ في الولايات المتحدة، وتوفي في 24 نوفمبر 1960 في مورستاون لينولا في الولايات المتحدة.

## وصلات خارجية
- روسكو لوكوود على موقع الاتحاد الدولي للتجديف (الإنجليزية)
- روسكو لوكوود على موقع اللجنة الأولمبية الدولية (الإنجليزية)
- روسكو لوكوود على موقع أوليمبيديا (الإنجليزية)